# リヒャルト・ミュラー
リヒャルト・ミュラー（Richard Müller、1874年 - 1954年）は、ドイツの版画家、画家。
裸体と動物（骨や死体を含む）をモチーフとした写実的なタッチの幻想的な銅版画や油彩画が特徴。

## 生涯
1874年、北ボヘミアのツィルニッツ（旧チェコスロバキア、現チェコ共和国のチェルノヴィツェ・ナド・オラ）で
織工の息子として生まれる。
幼少期より、父親たち織工が共同出資して定期購読していた雑誌『園亭』に掲載されていた写真やコルネリウス・ホイベルツやモーリッツ・フォン・シュヴィントの銅版画を模写していたという。
1888年、マイセンの王立ザクセン陶芸学校に入学。
1890年、16歳の若さでドレスデンの王立美術アカデミーに入学。
アカデミー終了後にはドレスデンの動物園と無料老人ホームに日参し、素描の訓練を続ける。
1894年、ドレスデン分離派（ゼツェシオン）展に出品。
1895年、版画家で彫刻家のマックス・クリンガーに師事し、エッチングの習得を勧められる。
1897年、銅版画でローマ大賞を受賞。6000金マルクを受ける。
1898年、油彩画で「大金メダル」を授与される。
1900年、26歳でドレスデン視覚芸術大学（ドレスデン美術大学）の教授に就任、以降35年にわたり教職を務める。1933年から1935年にかけては同校の学長を勤めた。その間、エドムント・ケスティング、オットー・ディクス、ジョージ・グロスらを指導した。
1933年、進んでナチス党員となり、ナチスの意を受けた「退廃美術展」を組織。
これに際してエドヴァルド・ムンク、オスカー・ココシュカ、エミール・ノルデ、マルク・シャガールなどの作品を押収。
その中には自らの教え子であるグロス、ディクスの作品も含まれていた
。
1984年、ドレスデンで死亡。

## 画集
- 『Das Werk von Richard Mller』（1921年）ドレスデン刊